# Pinus pseudostrobus
Pinus pseudostrobus (Сосна гладкокора) — вид роду сосна родини соснових.

## Поширення
Поширення: Сальвадор; Гватемала; Гондурас; Мексика. Займає гірські, помірно холодні зони між 1300 і 3250 метрами з 26° до 15° північної широти.
Вид успішно інтродукований у Новій Зеландії близько рівня моря.

## Опис

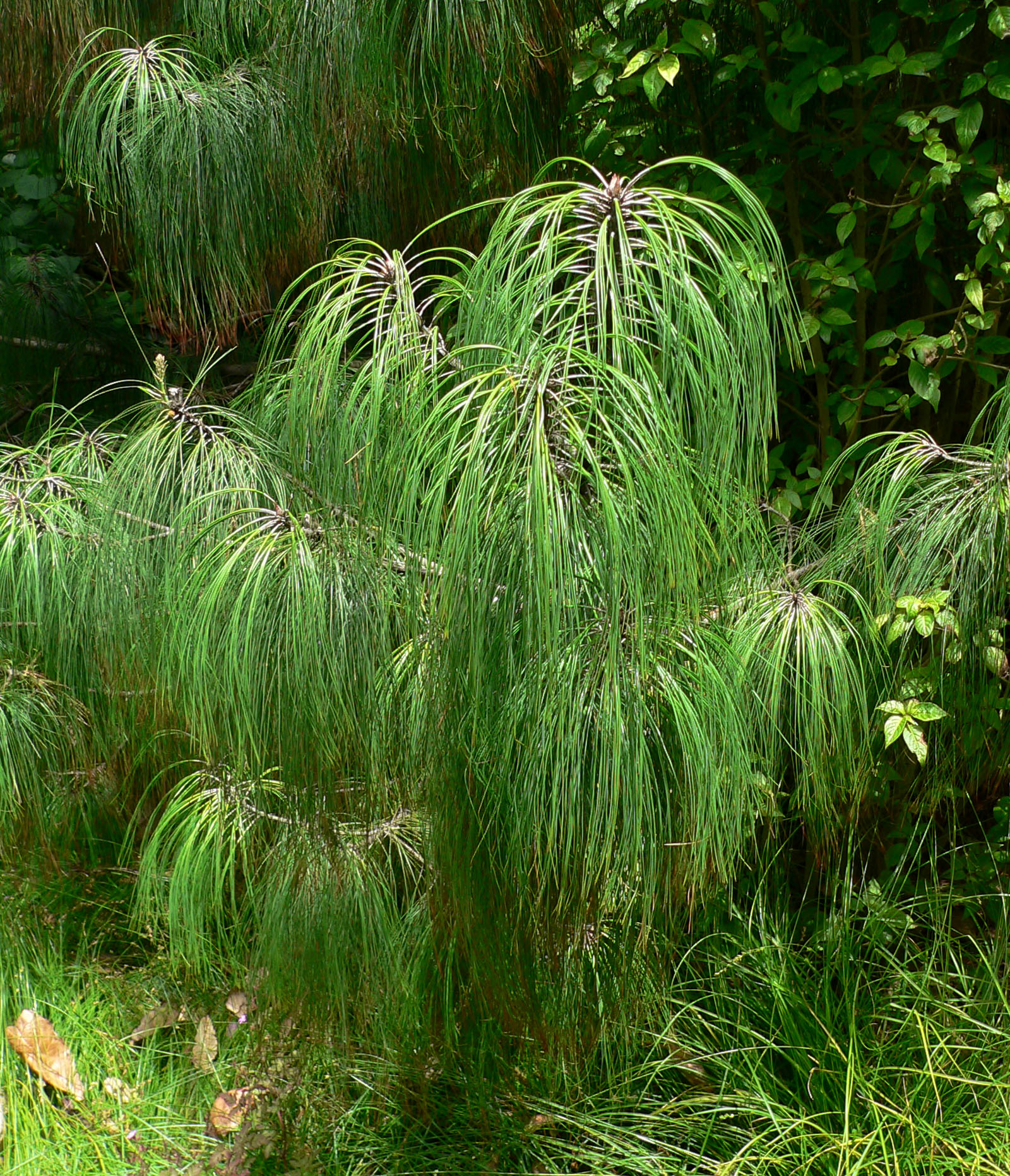
Молоде дерево

Це дерево від 8 до 25 м у висоту, щільною і круглою кроною, кора коричнева і потріскана у зрілих дерев, але гладка й червонувато-бура у молодих. Стовбур від 40 до 80 см рідко до навіть 100 см. Стовбур зазвичай прямий. Гілки в основному по горизонталі. У верхній області кора стовбура гладка і червонувато-коричнева. Голки зібрані в пучки по 5, рідко 4 або 6. Шишки світло-коричневі, 8-10 см завдовжки і 5-7 см шириною. Насіння приблизно 6 мм у довжину, темно-коричневе.

## Використання
Це один з найбільш часто використовуваних сосен для деревини в південній Мексиці і гірських районах Гватемали і частині Гондурасу. Легка, м'яка, відносно без сучків, сильна, блідо-жовта деревина має питому масу від 0,32 до 0,51 і лише трохи смолиста. Завдяки цьому деревина широко використовується для загального будівництва, тесаного бруса, декоративних елементів, а також дров.

## Загрози та охорона
Загрозою є локальна надмірна експлуатація. Цей вид зустрічається в багатьох охоронних територіях в своєму діапазоні поширення.